# ブリン級潜水艦
| ブリン級潜水艦 | ブリン級潜水艦                                                  |
| -------------- | --------------------------------------------------------------- |
|                |                                                                 |
| 艦級概観       |                                                                 |
| 艦種           | 潜水艦                                                          |
| 艦名           | ブリン級潜水艦                                                  |
| 前級           | アルゴ級                                                        |
| 次級           | リウッツィ級                                                    |
| 性能諸元       |                                                                 |
| 排水量         | 水上1,000トン、水中1,245トン                                    |
| 全長           | 72.47m                                                          |
| 全幅           | 6.68m                                                           |
| 吃水           | 4.54m                                                           |
| 機関           |                                                                 |
| 最大速力       | 水上17.3ノット、水中8ノット                                     |
| 航続距離       | 水中：170km(90海里)/4ノット 水上：17,000km(9,000海里)/7.8ノット |
| 乗員           | 58名                                                            |
| 兵装           | 533mm魚雷発射管×8 100mm砲×1 13.2mm連装機銃×2                    |

ブリン級潜水艦（ブリンきゅうせんすいかん）は1930年代に建造されたイタリア王立海軍の航洋型潜水艦の艦級。

## 性能
ブリン級潜水艦は、前身であるアルゴ級の改良型である。この内の2隻は1937年のスペイン内戦で国民党に秘密裏に譲渡された同級潜水艦の代替艦である。浮上時の排水量は1,000トン（980ロングトン）、潜水時の排水量は1,254トン（1,234ロングトン）である。全長72.47メートル、全幅6.68メートル、喫水は4.54メートルである。本級の一部の艦は二重船殻構造であった。
浮上時は1,500馬力（1,119kW）のディーゼルエンジン2基を搭載し、それぞれ1本のプロペラシャフトにより駆動する。潜航時は550馬力（410kW）の電気モーターで各プロペラを駆動した。最大速力は浮上時で17.3ノット、潜航時では7.8ノット（14.4km/h、9.0mph）に到達する。航続距離は浮上時で8ノット（時速15km）で9,000海里（17,000km、10,000マイル）、水中では4ノット（時速7.4km）で90海里（170km、100マイル）である。
船首と船尾にそれぞれ4本ずつ、計8本の53.3cm魚雷発射管を装備している。合計14本の魚雷を搭載した。また、水上での戦闘用に100mm砲を1門装備していた。この艦砲は当初司令塔の後部に取り付けられていたが、戦争後期には前部甲板に設置され、司令塔はより小さく設計された。対空兵装は1門から2門の13.2mm（0.52インチ）連装機銃を装備していた。

## 同型艦
| 艦名             | 由来                           | 進水          | その後 |
| ---------------- | ------------------------------ | ------------- | --- |
| ブリン           | ベネデット・ブリン             | 1938年4月3日  | 1943年に連合国に降伏、1948年2月に廃棄 |
| ガルヴァニ       | ルイージ・ガルヴァーニ         | 1938年5月22日 | 1940年6月26日、ペルシャ湾付近で英国のスループ「HMS Falmouth」に撃沈される。                                                                 |
| グリエルモッティ | アルベルト・グリエルモッティ   | 1938年9月11日 | 1940年9月6日、紅海でギリシャのタンカー「アトラス」を沈没させる。1942年3月17日、「HMS アンビートン」の魚雷攻撃を受ける。                     |
| アルキメーデ     | アルキメデス                   | 1939年3月5日  | 1941年、東アフリカからボルドーに脱出。1943年4月15日、ブラジル沖で米海軍のカタリナに撃沈される。                                             |
| トリチェリ       | エヴァンジェリスタ・トリチェリ | 1939年3月26日 | 1940年6月23日、紅海でイギリスの駆逐艦カンダハー、ハルトゥーム、キングストンの攻撃により撃沈。潜水艦の指揮官はサルバトーレ・ペロシであった。 |

### 参考図書
- Bagnasco, Erminio (1977). Submarines of World War Two. Annapolis, Maryland: Naval Institute Press. ISBN 0-87021-962-6
- Chesneau, Roger, ed (1980). Conway's All the World's Fighting Ships 1922–1946. Greenwich, UK: Conway Maritime Press. ISBN 0-85177-146-7
- Frank, Willard C., Jr. (1989). “Question 12/88”. Warship International XXVI (1):  95–97. ISSN 0043-0374.
- Rohwer, Jürgen (2005). Chronology of the War at Sea 1939–1945: The Naval History of World War Two (Third Revised ed.). Annapolis, Maryland: Naval Institute Press. ISBN 1-59114-119-2